# Mîhailivka, Vradiivka
Mîhailivka (în ucraineană Михайлівка) este un sat în comuna Dobrojanivka din raionul Vradiivka, regiunea Mîkolaiiv, Ucraina.

## Demografie
Componența lingvistică a localității Mîhailivka
     Ucraineană (92,45%)
     Română (6,6%)
     Alte limbi (0,94%)
Conform recensământului din 2001, majoritatea populației localității Mîhailivka era vorbitoare de ucraineană (92,45%), existând în minoritate și vorbitori de română (6,6%).